# 他人即地狱
《他人即地獄》，為韓國OCN於2019年8月31日起播出的週末原創電視劇，由電影《消失的夜晚》的李昌熙導演與《Item》的鄭怡道作家合作打造。此劇講述鄉村少年尹鍾宇（任時完飾）到首爾生活，並在考試院裡遇到種種怪人的故事。
此劇是OCN於2019年全新推出的「Dramatic Cinema」（電視劇化電影）企劃之第二部作品，該項目會結合電影及電視劇，以製作電影的方式融合電視劇的高密度劇情，為的是打造優質類型劇。
愛奇藝台灣站自9/1起每週日一播出。

## 演員陣容

### 主要人物
| 演員   | 角色   | 介紹 | 粵語配音 |
| 任時完 | 尹鍾宇 | 303號房房客。作為作家志願生，他長期寫作準備參加徵文比賽，但面對不輕鬆的現實，他不得不妥協。在此過程中，他接到大學前輩的實習提議後到了首爾。從外表看他顯得安靜小心，其實他有傲氣且性格大方。在首爾開始陌生的考試院生活時，他意外地面對他人製造的地獄。 | 黃尉斯   |
| 李棟旭 | 徐文祖 | 在考試院附近經營牙科的牙醫，以幫助他人的親切形象受到患者和周圍人的好評。他有秀麗的外表和出眾的口才，也有藝術天分和魅力，但難以看清他究竟是好人，還是擁有不明神秘一面的壞人。                                                                          | 簡懷甄   |

### 伊甸考試院
| 演員   | 角色          | 介紹 | 粵語配音 |
| 李姃垠 | 嚴福順        | 伊甸考試院東主。她乍看好像是親切溫順的人，但其的行動總是讓人懷疑。她仁慈的臉龐背後隱藏的真相，讓鍾宇陷入疑問之中。總是烹煮涼拌生肉給大家吃。  | 馮詠恩   |
| 李賢旭 | 劉基赫        | 302號房房客。與鍾宇的外向性格不同，在盛夏裏他依然穿着長袖衣服，不正常的行為給鍾宇帶來了奇妙的恐懼感。他也是考試院所有的人都害怕的存在。       | 劉達斌   |
| 朴鍾煥 | 邊德鍾/邊德秀 | 306號房房客。雙胞胎，弟弟笨重的口吻、詭異的笑聲，讓周圍的人神經不爽，他的笑容背後隱藏着殘酷的本性。                                           | 陳漢祺   |
| 李中玉 | 洪南福        | 313號房房客。從鍾宇進入考試院的第一天開始，他就會做出睜一隻眼閉一隻眼或在背後偷偷看着他等異常行為，刺激了鍾宇的神經。腳上戴著腳鐐，會說中文。 | 梁皓翔   |
| 玄奉植 | 安熙鍾        | 310號房房客。雖然第一印象讓鍾宇感到可怕，但在之後會向他提出真誠的忠告。                                                                       | 郭湛深   |

### 鍾宇工作的公司
| 演員   | 角色   | 介紹 | 粵語配音 |
| 車來亨 | 申在浩 | 公司代表，同為其大學前輩，是典型於強者面前軟弱、於弱者面前裝作堅強的人。他於富裕家庭出身，順利地開了一家公司，並對鍾宇的女朋友很有好感。 | 伍博民   |
| 吳惠媛 | 孫宥貞 | 公司設計師，是公司唯一的女職員，也是氣氛製造者。雖然和鍾宇相差2歲，但就像對待小弟弟般對待他，並對他有好感。                              | 黎梓彤   |
| 李石   | 趙宥哲 | 小日報文化部記者。在毫無興趣的報道資料和無聊的日常生活中，能夠感受到新加入演出宣傳代理活動的實習生鍾宇的變化。                           | 楊智聰   |
| 金漢鍾 | 朴秉民 | 公司室長，一直暗戀宥貞。他被自卑感所籠罩，從一開始看見鍾宇被所有人鍾愛時，便對他很不滿意，事事刁難他。                                   | 陳力航   |
| 朴智韓 | 高尚萬 | 公司科長。比起工作，他更喜歡在周末與家人一起度過，是著重家庭的男子。                                                                     | 張振熙   |

### 其他人物
| 演員              | 角色             | 介紹 | 粵語配音 |
| 安恩真            | 蘇正花           | 派出所巡警。出身於理工大學，壞掉的機器經過她的手就能復活。雖然是個新入職的巡警，但對其他人的關心和正義感卻與眾不同，並不會放棄對他人的信任。在過程中她結識了鍾宇，並走進了黑暗而陰森的考試院。 | 植婉雯   |
| 金智恩            | 閔智恩           | 鍾宇的大學後輩，兩人已經戀愛4年。她也是作家志願生，但現在在電視台宣傳組工作，過著忙碌的生活。來到首爾後，看著漸漸變化的鍾宇而感到不安。                                                        | 陳雪瑩   |
| 宋宥弦            | 代理             | 閔智恩的職場前輩，且常針對其。 | 吳茵     |
| 河善亨            | 蘇在憲           | 蘇正花的父親；前職刑警。在擔任刑警時，因腿部受傷而退役。現在，他照顧著患有癡呆症的母親生活。                                                                                                   | 楊智聰   |
| 盧宗賢            | 姜錫允           | 310號房房客。考試院新住戶，是個Rapper，和鍾宇處得很好。 |          |
| 仁圭植            | 趙康賢           | 尹鍾宇的軍隊前輩。時常毆打後輩。 | 伍博民   |
| 林在明            |                  | 在車站撞到鍾宇的男人。 | 劉達斌   |
| 李奉圭            |                  | 邊德鐘與邊德秀的叔叔。 | 陳漢祺   |
| 李河音            | 黃寶美           | 智恩的同事。 |          |
| 金南珍            |                  | 鍾宇的母親。 | 吳茵     |
| 全多率            |                  | 和鍾宇相撞的女子。 | 黎梓彤   |
| 金德珠            |                  | 嚴福順的祈禱會教友。 | 黎梓彤   |
| 朴勝泰            |                  | 賣花的老婆婆。 | 陳雪瑩   |
| 林秀亨            |                  | 的士司機。 | 楊智聰   |
| 崔燦豪            | 趙賢浩           | 巡警，正花的同僚。 | 葉子楓   |
| 宋旭京            | 車成烈           | 因為調查安熙鍾失蹤案而踏入考試院。 |          |
| 阿努帕姆·特里帕蒂 | 庫梅爾〔Kumail〕 | 尹鍾宇居住房間的上一位房客，失蹤。 |          |
| 金亞妮            |                  | 庫梅爾〔Kumai妻子 |          |
| 劉一漢            | 李光載           | 刑警。 |          |
| 朴康燮            | 朴昌賢           | 尹鍾宇軍隊時期的後輩；退伍後在路上巧遇尹鍾宇，陪他一同踏入考試院。 |          |
| 金泰勳            |                  | 製作人。 |          |
| 申熙國            |                  | 尹鍾宇的弟弟。 |          |

## 原聲帶
- Part.1（發行日期：2019年8月31日）

| 曲序 | 曲目                                                         | 演唱     | 时长 |
| ---- | ------------------------------------------------------------ | -------- | ---- |
| 1.   | 他人即地獄(Strangers)（타인은 지옥이다(Strangers)）          | The Rose | 3:28 |
| 2.   | 他人即地獄(Strangers)（타인은 지옥이다(Strangers)）（Inst.） |          | 3:28 |

- Part.2（發行日期：2019年9月7日）

| 曲序 | 曲目                  | 演唱     | 时长 |
| ---- | --------------------- | -------- | ---- |
| 1.   | Room No. 303          | The VANE | 3:27 |
| 2.   | Room No. 303（Inst.） |          | 3:27 |

- Part.3（發行日期：2019年9月21日）

| 曲序 | 曲目              | 演唱  | 时长 |
| ---- | ----------------- | ----- | ---- |
| 1.   | Blow Off          | YOARI | 3:27 |
| 2.   | Blow Off（Inst.） |       | 3:27 |

- Part.4（發行日期：2019年9月28日）

| 曲序 | 曲目          | 演唱       | 时长 |
| ---- | ------------- | ---------- | ---- |
| 1.   | Ruin          | Hong Isaac | 3:45 |
| 2.   | Ruin（Inst.） |            | 3:45 |

## 收視率
| 集數       | 播出日期   | 標題           | AGB收視率        | AGB收視率      |
| 集數       | 播出日期   | 標題           | 大韓民國（全國） | 首爾（首都圈） |
| ---------- | ---------- | -------------- | ---------------- | -------------- |
| 1          | 2019/08/31 | 新來的住客     | 3.763%           | 4.645%         |
| 2          | 2019/09/01 | 人類本能       | 3.538%           | 4.168%         |
| 3          | 2019/09/07 | 隱秘的竊竊私語 | 3.191%           | 4.158%         |
| 4          | 2019/09/08 | 精神錯亂       | 3.082%           | 3.501%         |
| 5          | 2019/09/21 | 布里格手記     | 2.190%           | 2.436%         |
| 6          | 2019/09/22 | 迷失 LOST      | 3.400%           | 3.790%         |
| 7          | 2019/09/28 | 地下室的恐怖   | 1.964%           | 2.410%         |
| 8          | 2019/09/29 | 緊逼的聲音     | 2.651%           | 2.801%         |
| 9          | 2019/10/05 | 認知失調       | 2.355%           | 2.603%         |
| 10         | 2019/10/06 | 煤氣燈操縱     | 3.908%           | 4.509%         |
| 平均收視率 | 平均收視率 | 平均收視率     | 3.004%           | 3.502%         |

- 收視最低的集數以藍色表示，收視最高的集數以紅色表示，而空格則表示該集的收視沒有相關數據。

## 記事
- 此劇為OCN第二部「Dramatic Cinema」作品。

### 引見
1. ↑  李棟旭、任時完合作驚悚劇《他人即地獄》！改編自超黑暗人氣網漫《驚悚考試院》 （页面存档备份，存于），Elle，2019-05-16
2. ↑  《他人即地獄》下月（8月）31日首播！官方終於公開李棟旭劇照 飾演原作沒有的新角色 （页面存档备份，存于），韓星網，2019-07-27
3. ↑   [每日收視數據表] (AGB).   [2019-08-31]. （原始内容存档于2016-06-01） （韩语）.

## 外部連結
- 韓國OCN官方網站（页面存档备份，存于）

| OCN Original Series                      | OCN Original Series                             | OCN Original Series |
| ---------------------------------------- | ----------------------------------------------- | ------------------- |
|                                          | 他人即地獄 （2019年8月31日 – 2019年10月6日）    |                     |
| Watcher （2019年7月6日 – 2019年8月25日） | 所有人的謊言 （2019年10月12日 – 2019年12月1日） |                     |

| 香港 Now劇集台 星期一至五 21:00 - 22:00      | 香港 Now劇集台 星期一至五 21:00 - 22:00      | 香港 Now劇集台 星期一至五 21:00 - 22:00 |
| -------------------------------------------- | -------------------------------------------- | --------------------------------------- |
|                                              | 他人即地獄 （2020年6月24日 - 2020年7月10日） |                                         |
| 請融化我吧 （2020年5月25日 - 2020年6月23日） | 抓住幽靈 （2020年7月13日 - 2020年8月11日）   |                                         |